# Деніс (газове родовище)
Деніс — газове родовище в єгипетському секторі Середземного моря, за 70 км від узбережжя.

## Характеристика
Відкрите внаслідок спорудження свердловини Denise-1, пробуреної судном Actinia, яке прибуло до Середземномор'я в 1998 році. Поклади вуглеводнів виявили у пліоценовій формації Кафр-ель-Шейх на рівні 1300—1500 метрів під морським дном (глибина моря в цьому районі становить біля 112 метрів).
Родовище ввели в розробку у 2008 році з використанням платформи TNW2, з'єднаної трубопроводом Деніс – Ель-Гаміль з газопереробним заводом Ель-Гаміль. У 2011-му розпочала роботу платформа Denise B.
В 2014 році почали реалізацію проекту DEKA (Denis-Karawan), який, зокрема, має за мету розробку родовищ групи Деніс — Північне Деніс, Північно-Західне Деніс та Південне Деніс.
Запаси родовища Деніс на момент початку розробки оцінювались у 34 млрд м3.